# Michelle Pfeiffer
Michelle Pfeiffer Schindler(née; Michelle Marie Pfeiffer - /ˈfaɪfər/;Santa Ana, 29 de abril de 1958) é uma atriz e produtora norte-americana, e uma das estrelas mais famosas e lucrativas de Hollywood durante as décadas de 1980 e 1990. Suas performances lhe renderam inúmeros prêmios, incluindo um Globo de Ouro, um BAFTA e Urso de Prata, três indicações ao Oscar e uma estrela na Calçada da Fama.
Pfeiffer começou sua carreira de atriz com pequenas aparições na televisão e no cinema, e conseguiu seu primeiro papel principal em Grease 2 (1982). Porém, foi seu papel de Elvira Hancock em Scarface (1983) que impulsionou sua carreira. Ela seguiu atuando em The Witches of Eastwick (1987) e Married to the Mob (1988), que lhe rendeu sua primeira de seis indicações consecutivas ao Globo de Ouro. Seus papéis em Dangerous Liaisons (1988) e The Fabulous Baker Boys (1989) lhe renderam duas indicações consecutivas ao Oscar, de Melhor Atriz Coadjuvante e Melhor Atriz, respectivamente, e ela venceu um Globo de Ouro por este último.
Consolidada como uma das atrizes mais bem pagas da década de 1990, Pfeiffer estrelou The Russia House (1990), Frankie and Johnny (1991) e Batman Returns (1992), interpretando a Mulher-Gato. Ela recebeu sua terceira indicação ao Oscar por Love Field, e seguiu atuando em The Age of Innocence (1993), Wolf (1994), Dangerous Minds (1995), One Fine Day (1996), The Story of Us e The Deep End of the Ocean (ambos de 1999). Durante a década de 2000, ela reduziu sua carga de trabalho para priorizar sua família, atuando esporadicamente em filmes como, What Lies Beneath (2000), I Am Sam (2001), White Oleander (2002), Hairspray e Stardust (ambos de 2007) e Personal Effects (2008).
Após um hiato, Pfeiffer voltou à proeminência em 2017 com Mother! e Murder on the Orient Express, e recebeu sua primeira indicação ao Emmy Award, por interpretar Ruth Madoff no filme da HBO The Wizard of Lies. Em 2018, entrou para o Universo Cinematográfico da Marvel interpretando Janet van Dyne em Ant-Man and the Wasp,Avengers: Endgame (2019) e Ant-Man and the Wasp: Quantumania (2023). Em 2020, ela recebeu sua oitava indicação ao Globo de Ouro por French Exit.

## Biografia
Michelle Marie Pfeiffer nasceu em 29 de abril de 1958, em Santa Ana, Califórnia, a segunda de quatro filhos de Donna Jean (nascida Taverna), uma dona de casa, e Richard Pfeiffer, um empreiteiro de ar condicionado. Ela tem um irmão mais velho, Rick, e duas irmãs mais novas, Dedee e Lori. A família mudou-se para Midway City, onde Pfeiffer passou seus primeiros anos.
Pfeiffer estudou na Fountain Valley High School, graduando-se em 1976.  Ela trabalhou como caixa no supermercado Vons e frequentou o Golden West College, onde foi membro da fraternidade Alpha Delta Pi. Ela venceu o concurso de beleza Miss Orange County em 1978 e terminou em sexto lugar no concurso Miss Califórnia, no mesmo ano. Após suas aparições nesses concursos, Pfeiffer conseguiu um agente e decidiu tentar uma carreira como atriz.

## Carreira

### 1978-1989

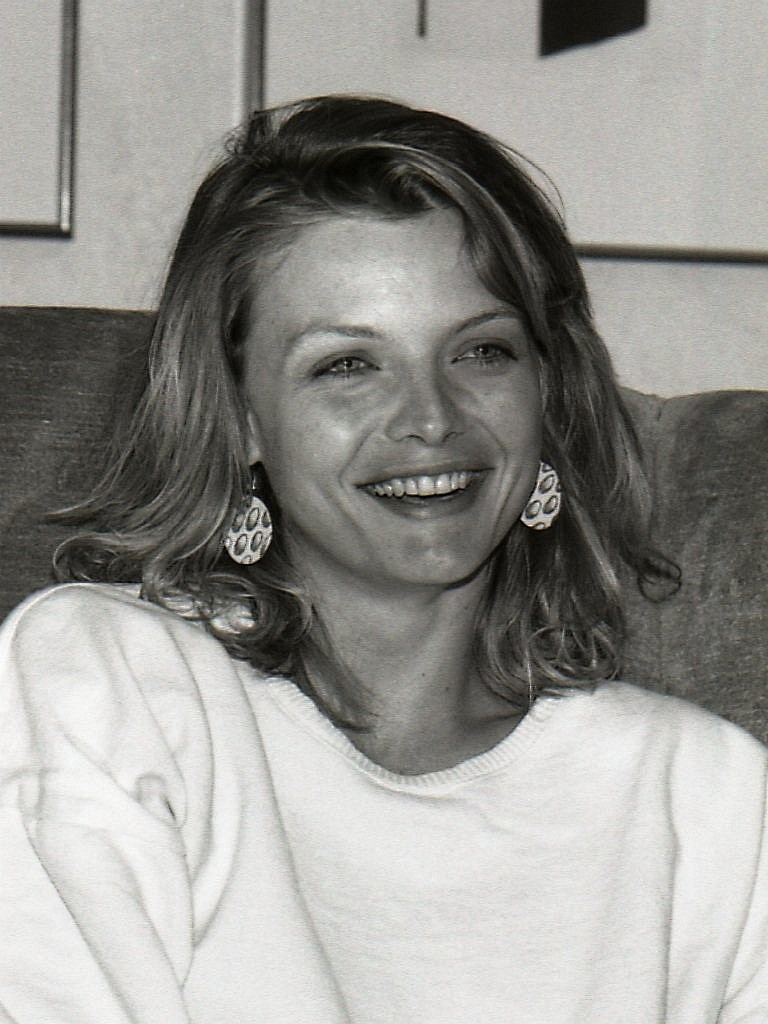
Pfeiffer em 1985.

Michelle começou na televisão em 1978, na série Fantasy Island, e seguiu participando das séries Delta House, CHiPs e B.A.D. Cats, até fazer sua estreia no cinema com The Hollywood Knights, em 1980. Em 1982, ela conseguiu seu primeiro papel de protagonista no filme musical Grease 2. O filme foi um fracasso crítico e comercial, mas a performance de Pfeiffer foi notada pela critica.
A guinada em sua carreira veio com a participação no filme Scarface, de 1983. O diretor Brian De Palma, tendo visto Grease 2, recusou-se a fazer um teste com Pfeiffer, mas cedeu por insistência de Martin Bregman, o produtor do filme. Ela foi escalada como a esposa troféu viciada em cocaína, Elvira Hancock. O filme se tornou um sucesso comercial e Pfeiffer recebeu críticas positivas por sua participação.
Após Scarface, ela interpretou Diana na comédia Into the Night (1985), Isabeau d'Anjou em Ladyhawke (1985), Faith Healy em Sweet Liberty (1986) e Brenda Landers em Amazon Women on the Moon (1987), todos obtiveram um desempenho comercial modesto, mas ajudaram a estabelecê-la como atriz. Ela conseguiu um sucesso de bilheteria como Sukie Ridgemont em The Witches of Eastwick, ao lado de Jack Nicholson, Cher e Susan Sarandon. Em 1988, Pfeiffer atuou como Angela de Marco, uma viúva de um gangster assassinado em Married to the Mob. Pelo papel ela recebeu sua primeira indicação ao Globo de Ouro como Melhor Atriz em um Musical ou Comédia, iniciando uma sequência de seis anos de indicações consecutivas no Globo de Ouro. Pfeiffer então apareceu como Jo Ann Vallenari em Tequila Sunrise, onde ela teve diferenças criativas e pessoais com o diretor Robert Towne, que mais tarde a descreveu como a atriz "mais difícil" com quem ele já trabalhou.
A primeira indicação ao Oscar, veio em 1988, por seu papel como Madame Marie de Tourvel em Dangerous Liaisons, onde ela também venceu um prêmio BAFTA de Melhor Atriz Coadjuvante. Em seguida, atuou no filme The Fabulous Baker Boys, como Susie Diamond, uma ex-garota de programa que virou cantora de lounge; Ela passou por um intenso treinamento de voz para o papel por quatro meses e executou todos os vocais de sua personagem. Sua interpretação lhe rendeu um Globo de Ouro de Melhor Atriz de Drama e uma indicação ao Oscar de Melhor Atriz.

### 1990-1999

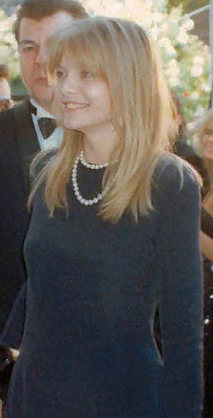
Pfeiffer no tapete vermelho do Oscar de 1990.

Em 1990, Pfeiffer fundou sua própria produtora de filmes, a Via Rosa Productions, com a parceira de negócios Kate Guinzburg. A empresa tinha um acordo de distribuição com a Touchstone Pictures, pertencente a The Walt Disney Studios. Nesse ano, Pfeiffer começou a ganhar US$ 1 milhão por filme. Em 1991, Pfeiffer interpretou a garçonete Frankie no filme Frankie and Johnny, ao lado de Al Pacino. Mais uma vez foi indicada ao Globo de Ouro por sua atuação.
Em 1992, Pfeiffer interpretou a vilã Mulher-Gato, no filme Batman Returns, de Tim Burton, depois que Annette Bening desistiu da produção por causa de sua gravidez. Para o papel, ela treinou artes marciais e kickboxing. Ela é frequentemente referida como a melhor performance da Mulher-Gato. O primeiro filme produzido por sua empresa foi o drama independente Love Field, em 1992. Por sua interpretação de uma dona de casa excêntrica de Dallas, ela recebeu mais uma indicação ao Oscar de Melhor Atriz e ao Globo de Ouro e ganhou um Urso de Prata de Melhor Atriz. Em 1993, Pfeiffer protagonizou o drama de época The Age of Innocence, de Martin Scorsese, interpretando uma condessa na classe alta da cidade de Nova York na década de 1870. Ela foi indicada para o Globo de Ouro de Melhor Atriz em Filme Drama. Em 1996, a Entertainment Weekly a colocou na 67ª posição da lista das "100 maiores estrelas de cinema de todos os tempos."
Em 1994, ela estrelou com Jack Nicholson no filme de terror Wolf, retratando o interesse sarcástico e obstinado de um escritor que se torna um lobisomem à noite após ser mordido por uma criatura. O filme foi lançado com uma recepção crítica mista, mas foi um sucesso comercial. O próximo papel de Pfeiffer foi o da professora de ensino médio LouAnne Johnson no drama Dangerous Minds (1995). Ela também apareceu no videoclipe do single principal da trilha sonora, "Gangsta's Paradise". Embora o longa tenha recebido críticas negativas, foi um sucesso de bilheteria, arrecadando US$ 179,5 milhões em todo o mundo. Em 1996, Pfeiffer interpretou Sally Atwater no drama romântico Up Close & Personal, e assumiu o papel titular no drama To Gillian on Her 37th Birthday, que foi adaptado por seu marido David Kelley da peça de mesmo nome; Também atuou como uma arquiteta e mãe solteira divorciada Melanie Parker na comédia romântica One Fine Day, com George Clooney.
As performances subsequentes incluíram Rose Cook Lewis em A Thousand Acres (1997), com Jessica Lange; Beth Cappadora em The Deep End of the Ocean (1998), um drama sobre um casal que encontrou seu filho sequestrado depois de nove anos; Titania, a Rainha das Fadas, em Sonho de uma Noite de Verão (1999), e Katie Jordan na comédia dramática, The Story of Us (1999), com Bruce Willis.

### 2000-2009

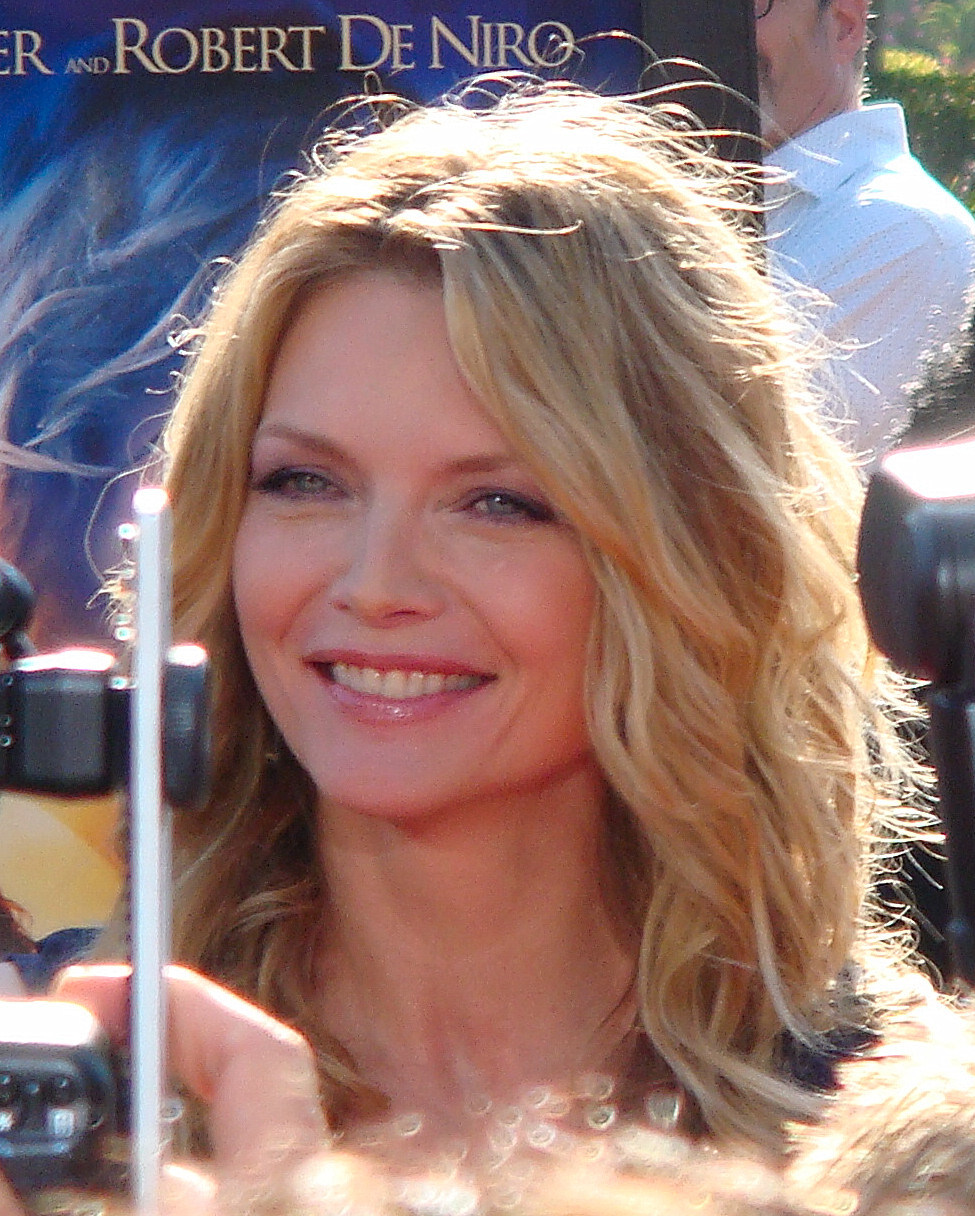
Pfeiffer na première de Stardust em Los Angeles, em 2007.

Pfeiffer começou a dissolver sua produtora de filmes em 2000; Original Sin (2001) foi o último longa produzido pela Via Rosa Productions, e foi estrelado por Angelina Jolie e Antonio Banderas. Ainda 2000, Pfeiffer atuou no filme What Lies Beneath, um suspense produzido por Steven Spielberg. Seguiu atuando no drama I Am Sam, ao lado de Sean Penn, no papel da advogada Rita Harrison, que ajuda um pai com deficiência de desenvolvimento a permanecer com a guarda de sua filha.
Em 2002, contracenou com Renée Zellweger no drama White Oleander, como Ingrid Magnussen, uma artista assassina. Ela ganhou os prêmios de Melhor Atriz Coadjuvante da San Diego Film Critics Society e do Kansas City Film Critics Circle, bem como uma indicação ao Screen Actors Guild Award. Após o lançamento da animação Sinbad: A Lenda dos Sete Mares, ela fez um hiato de quatro anos na atuação, e permaneceu fora dos olhos do público para dedicar tempo ao marido e aos filhos. Durante esse tempo, ela recusou o papel de Jadis, a Feiticeira Branca no filme de fantasia As Crônicas de Nárnia: O Leão, a Feiticeira e o Guarda-Roupa (2005). Em 2004, a revista People a classificou na 20ª posição entre as "100 maiores estrelas de cinema do nosso tempo."

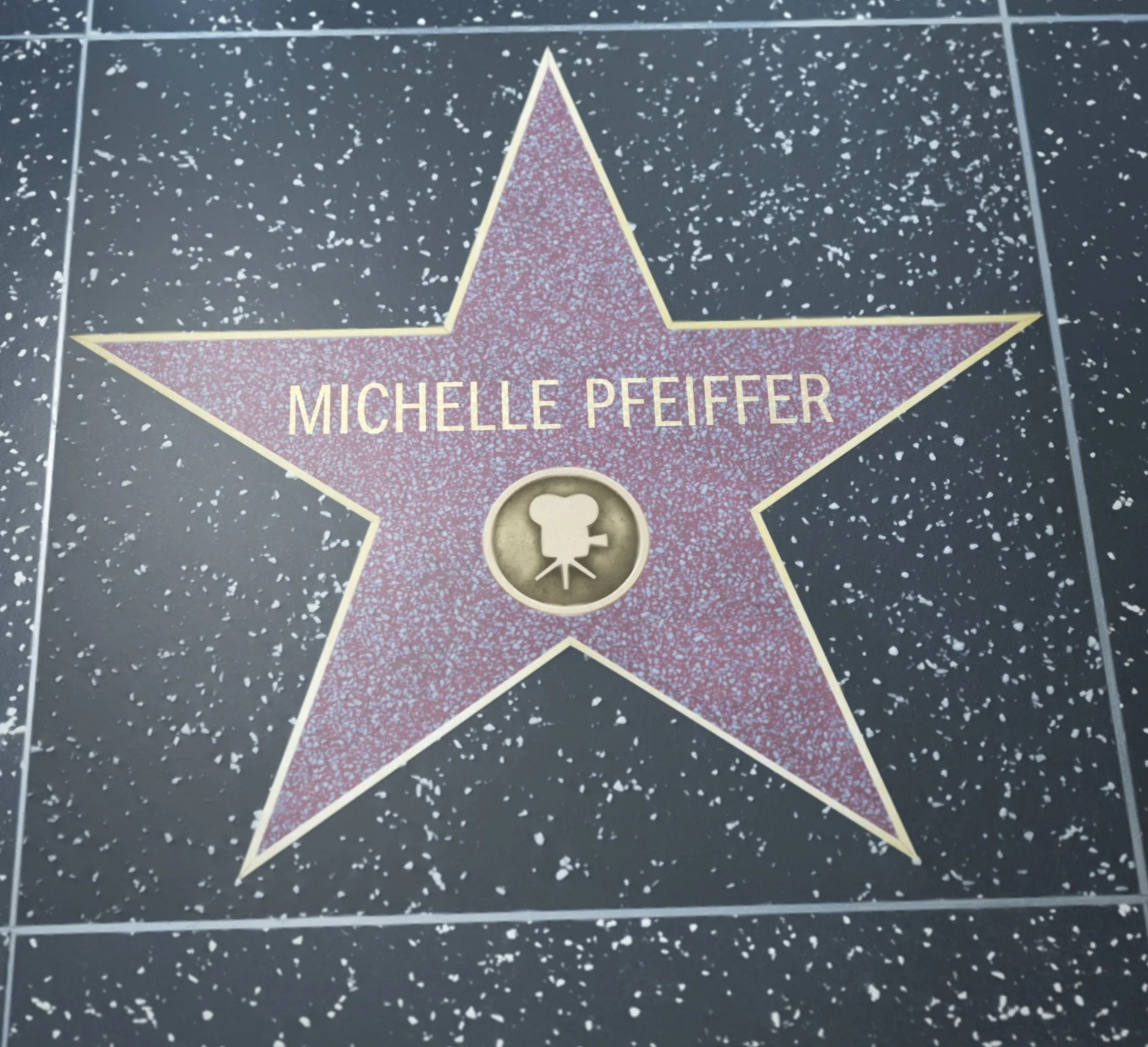
Estrela de Pfeiffer na Calçada da Fama.

Pfeiffer retornou aos cinemas em 2007, com dois sucessos de bilheteria; O primeiro, uma adaptação cinematográfica do musical de sucesso da Broadway, Hairspray, onde ela estrelou como Velma Von Tussle, a gerente racista de uma estação de televisão. O filme musical foi lançado com críticas positivas, e arrecadou US$ 202,5 milhões de dólares em todo o mundo. O segundo foi Stardust, uma ficção científica, baseada no graphic novel de Neil Gaiman, onde ela interpretou Lamia, uma bruxa ancestral que caça uma estrela caída (Claire Danes) em busca da juventude eterna. O filme também foi recebido com críticas positivas, faturando US$ 135,5 milhões globalmente. Ainda em 2007, ela estrelou a comédia romântica I Could Never Be Your Woman, interpretando Rosie, uma mãe divorciada de 40 anos que trabalha como roteirista e produtora de um programa de televisão que se apaixona por um homem muito mais jovem (Paul Rudd). O longa recebeu um lançamento limitado. Em agosto do mesmo ano, Pfeiffer recebeu uma estrela na Calçada da Fama de Hollywood.
Em 2008, Pfeiffer estrelou ao lado de Ashton Kutcher o drama Personal Effects, que narra a história de duas pessoas enlutadas lidando com a dor e a frustração de suas perdas, cujo vínculo gera um romance improvável.

### 2010-2019
Em 2011, após mais um período sabático de dois anos, Pfeiffer retornou na comédia romântica New Year's Eve de Garry Marshall, que já havia dirigido a atriz no filme Frankie and Johnny em 1991; Ela interpretou Ingrid Withers, uma secretária sobrecarregada no último dia do ano, que acaba se relacionando com um entregador (Zac Efron). Em 2012, ela apareceu no drama People Like Us, como a mãe de um corretor corporativo (Chris Pine) em dificuldades na cidade de Nova York. No mesmo ano, ela voltou a ser dirigida por Tim Burton, em Dark Shadows (2012), onde ela interpretou Elizabeth Collins Stoddard, a matriarca da estranha família Collins. A resposta crítica ao filme foi mista, mas elogiaram as performances de Pfeiffer e Johnny Depp. Em 2013, Pfeiffer e Robert de Niro estrelaram o filme The Family; Ela interpretou a "mãe durona" de uma família da máfia que queria mudar de vida sob o programa de proteção a testemunhas. Embora as críticas ao filme tenham sido mistas, o longa arrecadou US$ 78,4 milhões de dólares em todo o mundo. Em 2014, seu nome foi citado em "Uptown Funk", sucesso de Mark Ronson com Bruno Mars.

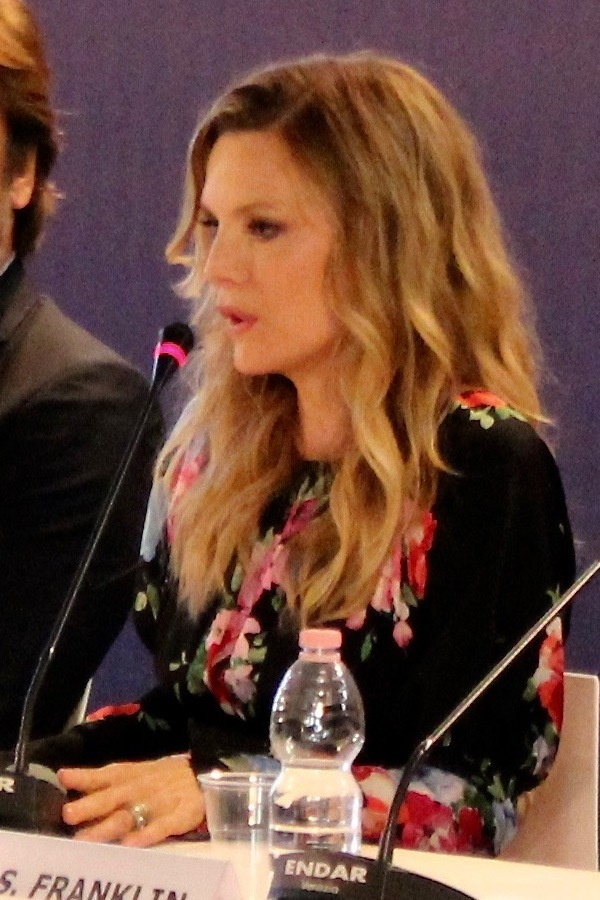
Michelle Pfeiffer em 2017.

Pfeiffer fez mais uma pausa na carreira, retornando em 2017, no drama independente Where Is Kyra?, onde ela estrelou como uma mulher sensível e frágil que perde sua mãe e "enfrenta uma crise na qual ela deve encontrar um meio de sobrevivência, ao mesmo tempo em que esconde suas lutas de seu novo amante". O filme estreou no Festival de Cinema de Sundance em 23 de janeiro de 2017, com aclamação da crítica.
Pfeiffer atuou como Ruth Madoff no telefilme de drama da HBO The Wizard of Lies, que estreou no canal em 20 de maio de 2017, com críticas favoráveis e uma audiência de 1,5 milhão de espectadores, a maior audiência de estreia da HBO para um filme em quatro anos. Ela recebeu sua primeira indicação ao Emmy Award de Melhor Atriz Coadjuvante em um Filme, e mais uma indicação ao Globo de Ouro. No mesmo ano, Pfeiffer atuou no filme de terror psicológico Mother!, interpretando uma das misteriosas convidadas que interrompem a vida tranquila de um casal, interpretados por Jennifer Lawrence e Javier Bardem. Sua performance foi elogiada pela critica. Ela também interpretou uma socialite viúva em Murder on the Orient Express, a quarta adaptação para o cinema do romance homônimo de Agatha Christie. Ela gravou a música original "Never Forget" para a trilha sonora do filme.
Em 2018, Pfeiffer estreou no Universo Cinematográfico Marvel como Janet van Dyne, a Vespa original, em Homem-Formiga e a Vespa. Em 2019, ela reprisou brevemente o papel em Vingadores: Ultimato, e estrelou ao lado de Angelina Jolie a sequência do filme da Disney Maleficent: Mistress of Evil, interpretando a vilã Rainha Ingrith.

### 2020-atualmente
Em 2020, Pfeiffer estrelou a comédia French Exit, interpretando uma viúva que se muda para Paris, com seu filho e um gato, que por acaso é seu marido reencarnado. O filme estreou no Festival de Cinema de Nova York, com uma recepção positiva, e ela recebeu uma indicação ao Globo de Ouro de Melhor Atriz em Comédia ou Musical por sua atuação.
Em 2022, ela interpretou a ex-primeira-dama dos EUA Betty Ford, na série dramática de televisão The First Lady, do Showtime. A série recebeu críticas mistas e foi cancelada após uma temporada. No ano seguinte, ela reprisou o papel de Janet van Dyne em Homem-Formiga e a Vespa: Quantumania.

## Vida pessoal
Michelle casou com o ator Peter Horton em 1981, e se divorciou em 1988. Na época das filmagens de Dangerous Liaisons, ela se envolveu com o ator John Malkovich (que na época era casado com a atriz Glenne Headly). Ficou noiva de Fisher Stevens nos anos 90, mas não chegaram a se casar. Em 1993, Michelle se casou com o produtor de televisão e cinema David E. Kelley (nome abreviado de David Edward Eggert Schindler), mudando seu nome para Michelle Pfeiffer Schindler. Ela havia entrado em um processo de adoção antes de conhecer Kelley, e em março de 1993 adotou uma menina recém-nascida, Claudia Rose, que foi batizada no dia do casamento de Pfeiffer e Kelley. Em 1994, Pfeiffer deu à luz um filho, John Henry Kelley II, nomeado em homenagem a seu avô e seu sogro.
Pfeiffer foi fumante da adolescência até 1992. Ela também revelou que quando chegou em Hollywood aos 20 anos, foi apresentada por seu agente a um casal que dirigia um "grupo de apoio metafísico"; Eles acreditavam que as pessoas poderiam sobreviver sem comida e agua. Seu primeiro marido, Peter, estava fazendo uma pesquisa para um papel sobre seguidores de um culto, e percebeu que o grupo que sua esposa frequentava era um. Ela disse, "Eu sofri uma lavagem cerebral, achei que estavam ajudando as pessoas, e dei a eles uma enorme quantia de dinheiro."
De acordo com vários cirurgiões plásticos, Pfeiffer possui algumas das características de celebridade mais procuradas e solicitadas. Ela é conhecida por não gostar de entrevistas, referindo-se a si mesma como "a pior entrevistada que já existiu".

## Filmografia

### Filmes
| Ano  | Título                                         | Título em português BR / PT                                                       | Papel                      |
| ---- | ---------------------------------------------- | --------------------------------------------------------------------------------- | -------------------------- |
| 1980 | The Hollywood Knights                          | br: Os Cavaleiros de Hollywood                                                    | Suzie Q                    |
| 1980 | Falling in Love Again                          | br: Quanto o Amor Renasce                                                         | Sue Wellington             |
| 1981 | Charlie Chan and the Curse of the Dragon Queen | br: Charlie Chan e a Rainha Dragão                                                | Cordelia Farenington       |
| 1982 | Grease 2                                       | br: Grease 2 - Os Tempos da Brilhantina Voltaram                                  | Stephanie Zinone           |
| 1983 | Scarface                                       | br: Scarface pt: Scarface - A Força do Poder                                      | Elvira Hancock             |
| 1985 | Into the Night                                 | br: Um Romance Muito Perigoso                                                     | Diana                      |
| 1985 | Ladyhawke                                      | br: O Feitiço de Áquila pt: A Mulher Falcão                                       | Isabeau d'Anjou            |
| 1986 | Sweet Liberty                                  | br: Doce Liberdade                                                                | Faith Healy                |
| 1987 | The Witches of Eastwick                        | br/pt: As Bruxas de Eastwick                                                      | Sukie Ridgemont            |
| 1987 | Amazon Women on the Moon                       | br/pt: As Amazonas na Lua                                                         | Brenda Landers             |
| 1988 | Married to the Mob                             | br: De Caso com a Máfia                                                           | Angela de Marco            |
| 1988 | Tequila Sunrise                                | br: Conspiração Tequila pt: Intriga ao Amanhecer                                  | Jo Ann Vallenari           |
| 1988 | Dangerous Liaisons                             | br/pt: Ligações Perigosas                                                         | Madame Marie de Tourvel    |
| 1989 | The Fabulous Baker Boys                        | br: Susie e os Baker Boys pt: Os Fabulosos Irmãos Baker                           | Susie Diamond              |
| 1990 | The Russia House                               | br/pt: A Casa da Rússia                                                           | Katya Orlova               |
| 1991 | Frankie and Johnny                             | br: Frankie & Johnny                                                              | Frankie                    |
| 1992 | Batman Returns                                 | br: Batman - O Retorno pt: Batman Regressa                                        | Mulher Gato/Selina Kyle    |
| 1992 | Love Field                                     | br: As Barreiras do Amor                                                          | Lurene Hallett             |
| 1993 | The Age of Innocence                           | br: A Época da Inocência pt: A Idade da Inocência                                 | Condessa Ellen Olenska     |
| 1994 | Wolf                                           | br/pt: Lobo                                                                       | Laura Alden                |
| 1995 | Dangerous Minds                                | br/pt: Mentes Perigosas                                                           | LouAnne Johnson            |
| 1996 | Up Close & Personal                            | br/pt: Íntimo e Pessoal                                                           | Sally 'Tally' Atwater      |
| 1996 | To Gillian on Her 37th Birthday                | br: Para Gillian no seu Aniversário pt: A Magia de Gillian                        | Gillian Lewis              |
| 1996 | One Fine Day                                   | br: Um Dia Especial pt: Um Dia em Grande                                          | Melanie Parker             |
| 1997 | A Thousand Acres                               | br: Terras Perdidas pt: Amigas e Rivais                                           | Rose Cook Lewis            |
| 1998 | The Prince of Egypt                            | br: O Príncipe do Egito pt: O Príncipe do Egipto                                  | Zípora                     |
| 1999 | The Deep End of the Ocean                      | br: Nas Profundezas do Mar Sem Fim pt: Profundo Como o Mar                        | Beth Cappadora             |
| 1999 | A Midsummer Night's Dream                      | br: Sonhos de uma Noite de Verão                                                  | Titania                    |
| 1999 | The Story of Us                                | br: A História de Nós Dois pt: Uma Vida a Dois                                    | Katie Jordan               |
| 2000 | What Lies Beneath                              | br: Revelação pt: A Verdade Escondida                                             | Claire Spencer             |
| 2001 | I Am Sam                                       | br: Uma Lição de Amor pt: A Força do Amor                                         | Rita Harrison Williams     |
| 2002 | White Oleander                                 | br: Deixe-me Viver pt: A Flor do Mal                                              | Ingrid Magnussen           |
| 2003 | Sinbad: Legend of the Seven Seas               | br: Sinbad - A Lenda dos Sete Mares                                               | Eris                       |
| 2007 | Stardust                                       | br: Stardust - O Mistério da Estrela pt: Stardust - O Mistério da Estrela Cadente | Lamia                      |
| 2007 | Hairspray                                      | br: Hairspray - Em Busca da Fama                                                  | Velma Von Tussle           |
| 2007 | I Could Never Be Your Woman                    | br: Nunca é Tarde para Amar pt: Nem Contigo… Nem Sem Ti                           | Rosie                      |
| 2009 | PersPersonal Effects                           | br/pt: Por Amor                                                                   | Linda                      |
| 2009 | Chéri                                          | br/pt: Chéri                                                                      | Lea de Lonval              |
| 2011 | New Year's Eve                                 | br: Noite de Ano Novo                                                             | Ingrid                     |
| 2012 | Dark Shadows                                   | br: Sombras da Noite pt: Sombras da Escuridão                                     | Elizabeth Collins Stoddard |
| 2012 | People Like Us                                 | br: Bem-Vindo à Vida                                                              | Lillian                    |
| 2013 | The Family                                     | br: A Família                                                                     | Maggie Blake               |
| 2017 | Where is Kyra?                                 |                                                                                   | Kyra Johnson               |
| 2017 | Mother!                                        | br/pt: Mãe                                                                        | Mãe                        |
| 2017 | Murder on the Orient Express                   | br: Assassinato no Expresso do Oriente                                            | Sra. Hubbard               |
| 2018 | Ant-Man and The Wasp                           | br: Homem-Formiga e a Vespa                                                       | Janet Van Dyne             |
| 2019 | Avengers: Endgame                              | br: Vingadores: Ultimato                                                          | Janet Van Dyne             |
| 2019 | Maleficent: Mistress of Evil                   | br: Malévola: Dona do Mal                                                         | Rainha Ingrith             |
| 2020 | French Exit                                    | br: Saída à Francesa                                                              | Frances Price              |
| 2023 | Ant-Man and the Wasp: Quantumania              | br: Homem-Formiga e a Vespa: Quantumania                                          | Janet Van Dyne             |
| TBA  | Oh. What. Fun.                                 |                                                                                   | Claire Clauster            |

### Televisão
| Ano       | Título                     | Título em português BR / PT | Papel                      | Obs.                                                       |
| --------- | -------------------------- | --------------------------- | -------------------------- | ---------------------------------------------------------- |
| 1978-1981 | Fantasy Island             | br: A Ilha da Fantasia      | Athena / Deborah Dare      | 2 episódios                                                |
| 1979      | Delta House                |                             | The Bombshell              | 12 episódios                                               |
| 1979      | The Solitary Man           |                             | Tricia                     | Telefilme                                                  |
| 1979      | CHiPs                      |                             | Jobina                     | 1 episódio                                                 |
| 1980      | B.A.D. Cats                |                             | Samantha "Sunshine" Jensen | 10 episódios                                               |
| 1980      | Enos                       |                             | Joy                        | 2 episódios                                                |
| 1981      | Callie & Son               |                             | Sue Lynn Bordeaux          | Telefilme                                                  |
| 1981      | Splendor in the Grass      |                             | Ginny Stamper              | Telefilme                                                  |
| 1981      | The Children Nobody Wanted |                             | Jennifer Williams          | Telefilme                                                  |
| 1985      | One Too Many               |                             | Annie                      | Especial da ABC                                            |
| 1987      | Great Performances         |                             | Natica Jackson             | Episódio: "Tales from the Hollywood Hills: Natica Jackson" |
| 1993-1994 | The Simpsons               | br/pt: Os Simpsons          | Mindy Simmons              | Voz; 2 episódios                                           |
| 1995      | Picket Fences              |                             | Cliente                    | Episódio: "Freezer Burn"                                   |
| 1996      | Muppets Tonight            |                             | Ela mesma                  | Episódio: "Michelle Pfeiffer"                              |
| 2017      | Wizard of Lies             | br: Mago das Mentiras       | Ruth Madoff                | Telefilme da HBO                                           |
| 2022      | The First Lady             |                             | Betty Ford                 | Papel principal; 10 episódios                              |
| 2025      | The Madison                |                             | Stacy Clyburn              | Papel principal; Produtora executiva                       |
| 2025      | Margo's Got Money Troubles |                             | Shyanne                    | Papel principal; 8 episódios                               |